# Diss
Diss – miasto w Anglii, w hrabstwie Norfolk, w dystrykcie South Norfolk. Leży 31 km na południowy zachód od Norwich i 129 km na północny wschód od Londynu. W 2001 miasto liczyło 6742 mieszkańców.